# Trans-Himalaya Cycling Race 2025
De derde editie van de wielerwedstrijd Trans-Himalaya Cycling Race vond plaats tussen 7 en 10 augustus 2025 in Tibet, China. De start was in Nyingtri, de finish in Shigatse. De wedstrijd maakte deel uit van de UCI Asia Tour, met de categorie 2.1. Hoewel de wedstrijd op grote hoogte temidden het Himalayagebergte werd verreden, was het parcours overwegend vlak. De Wit-Rus Raman Tsisjkow won de eerste etappe en verdedigde zijn leiderstrui de overige drie etappes met succes, waardoor hij Aaron Gate opvolgde als eindwinnaar.

## Etappe-overzicht
| Etappe | Datum       | Start    | Finish       | Type       | Afstand  | Winnaar        | Klassementsleider |
| ------ | ----------- | -------- | ------------ | ---------- | -------- | -------------- | ----------------- |
| 1      | 7 augustus  | Nyingtri | Wolongxiajue | Heuvelrit  | 128,8 km | Raman Tsisjkow | Raman Tsisjkow    |
| 2      | 8 augustus  | Lhokha   | Gongkar      | Vlakke rit | 109,2 km | Martin Laas    | Raman Tsisjkow    |
| 3      | 9 augustus  | Lhasa    | Lhasa        | Vlakke rit | 92,5 km  | Dušan Rajović  | Raman Tsisjkow    |
| 4      | 10 augustus | Saga     | Shigatse     | Vlakke rit | 90 km    | Dušan Rajović  | Raman Tsisjkow    |

## Eindklassement
| Plaats    | Naam             | Ploeg                         | Tijd    |
| --------- | ---------------- | ----------------------------- | ------- |
| Gele trui | Raman Tsisjkow   | Li Ning Star                  | 8u29'01 |
| 2         | Omer Goldstein   | Shenzhen Kung                 | + 4"    |
| 3         | Anatolij Boedjak | Terengganu                    | + 6"    |
| 4         | Callum Ormiston  | Hurricane & Thunder           | + 7"    |
| 5         | Dušan Rajović    | Solution Tech-Vini Fantini    | + 8"    |
| 6         | Pjotr Rikoenov   | Chengdu DYC                   | z.t.    |
| 7         | Cristian Pita    | Huansheng-Vonoa-Taishan Sport | + 10"   |
| 8         | Roberto González | Solution Tech-Vini Fantini    | + 13"   |
| 9         | Georgios Bouglas | Burgos Burpellet BH           | + 14"   |
| 10        | Vlas Sjitsjkin   | Pingtan                       | z.t.    |
|           |                  |                               |         |
| 70        | Adne van Engelen | Terengganu                    | + 2'46" |

## Klassementsleiders na elke etappe
| Etappe 0     | Winnaar 0      | Algemeen klassement | Puntenklassement | Beste Aziaat    | Beste renner uit Groot-China | Ploegenklassement 0 |
| ------------ | -------------- | ------------------- | ---------------- | --------------- | ---------------------------- | ------------------- |
| 1            | Raman Tsisjkow | Raman Tsisjkow      | Raman Tsisjkow   | Nikita Tsvetkov | Li Chaoyi                    | Burgos Burpellet BH |
| 2            | Martin Laas    | Raman Tsisjkow      | Pjotr Rikoenov   | Nikita Tsvetkov | Li Chaoyi                    | Burgos Burpellet BH |
| 3            | Dušan Rajović  | Raman Tsisjkow      | Martin Laas      | Nikita Tsvetkov | Li Chaoyi                    | Burgos Burpellet BH |
| 4            | Dušan Rajović  | Raman Tsisjkow      | Dušan Rajović    | Nikita Tsvetkov | Li Chaoyi                    | Burgos Burpellet BH |
| 0Eindstanden | 0Eindstanden   | Raman Tsisjkow      | Dušan Rajović    | Nikita Tsvetkov | Li Chaoyi                    | Burgos Burpellet BH |

1. ↑  De groene trui werd in de tweede etappe gedragen door Omer Goldstein, die tweede stond in het puntenklassement.

2023 · 2024 · 2025